# Storia di Palermo fenicia
Palermo fu fondata come città-porto dai coloni Fenici di Tiro (l'odierno Libano) tra il VII e il VI secolo a.C.. Come luogo d'insediamento scelsero un promontorio di roccia prospiciente il mare contornato da due fiumi, la zona che attualmente è occupata dalla cattedrale di Palermo e dalla villa Bonanno.

## Storia

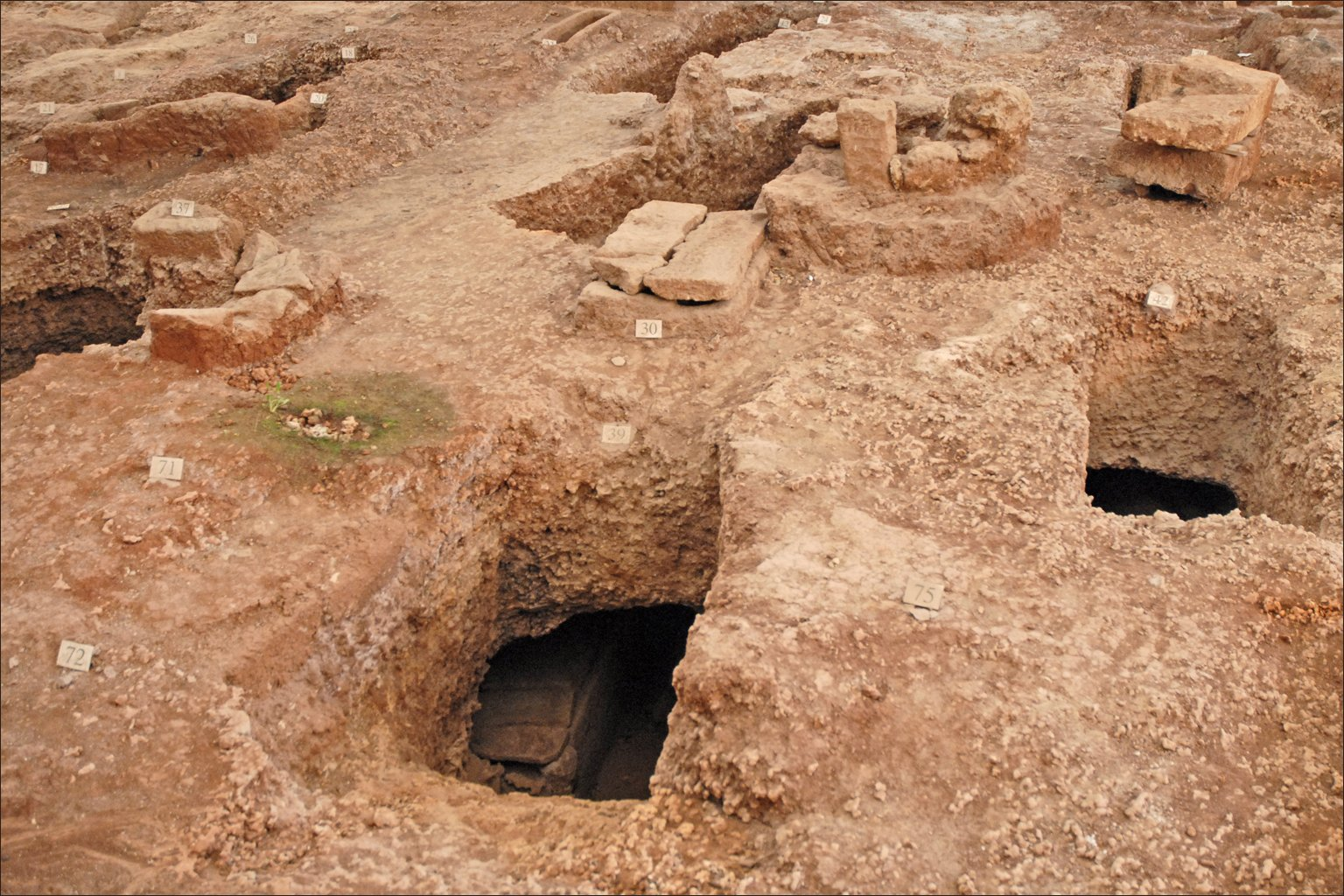
Necropoli punica di Palermo. Le tombe vanno dal VII al III secolo a.C..

Prima dell'insediamento dei Fenici, l'odierna Palermo era già frequentata dai Sicani (autoctoni o probabilmente provenienti dalla Spagna) nel terzo millennio, dai Micenei nella seconda metà del secondo millennio, dagli Elimi (provenienti, secondo la tradizione, dalla distrutta Troia) intorno al primo millennio e dai Greci intorno al 700 a.C. 
I primi insediamenti e i fondaci furono trasformati in una splendida città alla quale fu dato il nome di Mabbonath, che in fenicio significa “alloggiamenti”, cioè città abitata. 
Essa divenne ben presto la più importante del cosiddetto triangolo fenicio, comprendente Mozia e Solunto, ricordato anche dallo storico ateniese Tucidide. In questo periodo il nome della città diviene Zyz che in fenicio significa fiore. Il nome non è ancora del tutto accertato, ma molte monete ritrovate a Palermo riportano la dicitura Zyz, molto probabilmente Palermo aveva una propria zecca. Il nome sembra derivare dalla conformazione della città che tagliata in due da due fiumi (Kemonia e Papireto) ricordava la forma di un fiore. 
I Fenici approfittarono della posizione strategica di Palermo che si presentava come un grande conca verde (l'odierna conca d'Oro) che si estendeva per 100 km quadrati, florida e ricca di vegetazione, circondata dai monti che la racchiudevano in una sorta di imbuto, dal mare che ne lambiva la costa, dai numerosi corsi d'acqua e da tre fiumi, il Kemonia, il Papireto e l'Oreto. Prima dell'arrivo dei Fenici, quel pezzo di terra era stato utilizzato come emporio commerciale e base d'appoggio per la Sicilia nord-occidentale. Le prime notizie storiche di Palermo, risalgono al 480 a.C., quando i Cartaginesi, in guerra contro le città alleate greche, dovettero rifugiarsi qualche giorno nel porto prima di intraprendere l'assedio di Imera, ci mostrano questa città già fiorente di commerci, molto popolata e ben difesa, sotto la saggia dominazione dei Fenici.

## Suddivisione della città
La città era suddivisa in due:
- La Paleapolis; la parte più antica che sorgeva dove oggi è ubicata la cattedrale di Palermo, all'interno della Paleapolis risiedevano gli edifici direzionali e gli edifici pubblici. La Paleapoli rappresentò il nucleo abitativo primario della città. Fu cinta da alte mura e dotata di due porte: una orientata verso il mare (nord est) ed una orientata nel senso opposto a sud ovest. Quest'ultimo varco portava verso un'area pianeggiante ed omogenea: il luogo adatto alla futura Necropoli. Della vecchia cinta muraria rimangono ancora oggi pochi tratti ma, tutto sommato, ben conservati: il muraglione di Via del Bastione eretto a ridosso del letto del fiume Kemonia e il muraglione di Corso Alberto Amedeo eretto sulla sponda destra del fiume Papireto.
- La Neapolis; porzione che venne aggiunta solo successivamente, all'interno di essa era presente il fitto tessuto edilizio e residenziale diviso in grossi insulae. La Neapoli rappresentò la naturale espansione della città verso il mare. Essa in pochi anni si ingrandì più del doppio. Le botteghe artigiane, i mercati, i cantieri e le altre attività e gli addetti ai servizi facevano convivere serenamente gli abitanti la cui cittadinanza era formata da: indigeni, fenici, cartaginesi, greci e quant'altri lavorassero e risiedessero nella città.[4]

Si pensa che le due parti della città fossero divise tra loro da una cinta muraria, gli storici greci Polibio e Diodoro avvalorarono questa tesi affermando che la Paleapolis occupava il tratto più alto della collina (25-35 metri s.l.m) e che in seguito si aggiunse la Neapolis, a questo proposito i due storici scrissero : «è interessante osservare come la caratteristica formazione di Panormo, in due parti distinte e pur riunite, sia comune ad altre città puniche, e soprattutto sia propria, con una stringente somiglianza, della stessa Cartagine». 
Le porte della città erano probabilmente quattro e sono state tutte distrutte: una a Est verso il mare Porta Patitelli, verso Sud la Porta dei Picciotti e la Porta Busuemi, a nord la Porta S. Agata. La città era circondata dai due fiumi creando così un immenso porto naturale al riparo dalle intemperie e dagli attacchi. Lo storico greco Diodoro Siculo raccontò che 3000 navi cartaginesi, da guerra e da trasporto, si sarebbero rifugiate per tre giorni nel porto di Palermo per riparare i danni subiti nel corso di una traversata del Mediterraneo. Questo racconto ci fa capire la grande quantità di navi che la città riusciva a contenere e il breve lasso di tempo in cui riusciva a ripararle. Si ipotizza che nel III secolo a.C. la città contasse oltre 30.000 abitanti all'interno delle mura.

## Necropoli

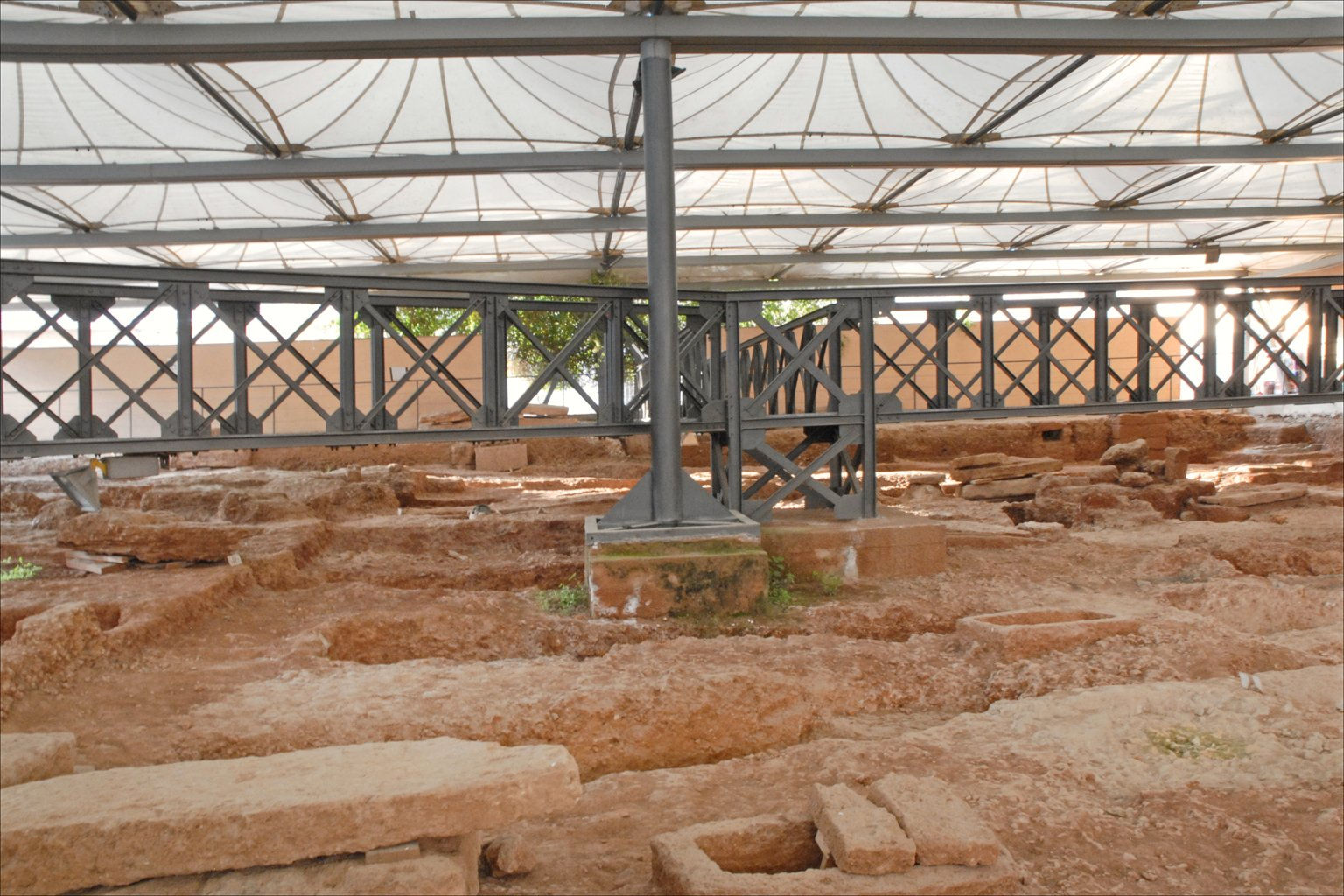
La vasta necropoli è stata rinvenuta all'interno della caserma dei Carabinieri del quartiere Cuba.

All'esterno della città, era presente una necropoli, su un'area, a monte, che era la naturale continuazione del tratto di terra generato dai due fiumi Kemonia e Papireto. All'interno di essa sono state ritrovate diverse camere funerarie dove sono ancora visibili i resti di uomini e donne vissuti durante il periodo punico.
La necropoli è oggi ubicata nella zona sotto la caserma Tukory, in un'area compresa tra piazza Indipendenza, corso Pisani, via Cuba, via Pindemonte e via Danisinni.

## Economia
Il porto era la risorsa primaria della città, avendo un'importanza elevata.
Oltre la pesca, la caccia e l'allevamento che dovevano rappresentare una parte importante della risorse alimentari della città, Palermo era ugualmente rinomata per i suoi frutteti e i suoi campi di grano che si estendevano fino all'abitato.
La scoperta di vasi e altri oggetti in terracotta, di uso quotidiano e di fattura locale, accanto ad altri vasi preziosi e d'importazione, ci mostra come si fosse sviluppato al centro della città tutto un artigianato della ceramica, ma ugualmente del ferro e della costruzione navale, attività molto importanti nell'economia fenicia e facilitata a Palermo dalla presenza di numerosi boschi.

## Fine della dominazione punica

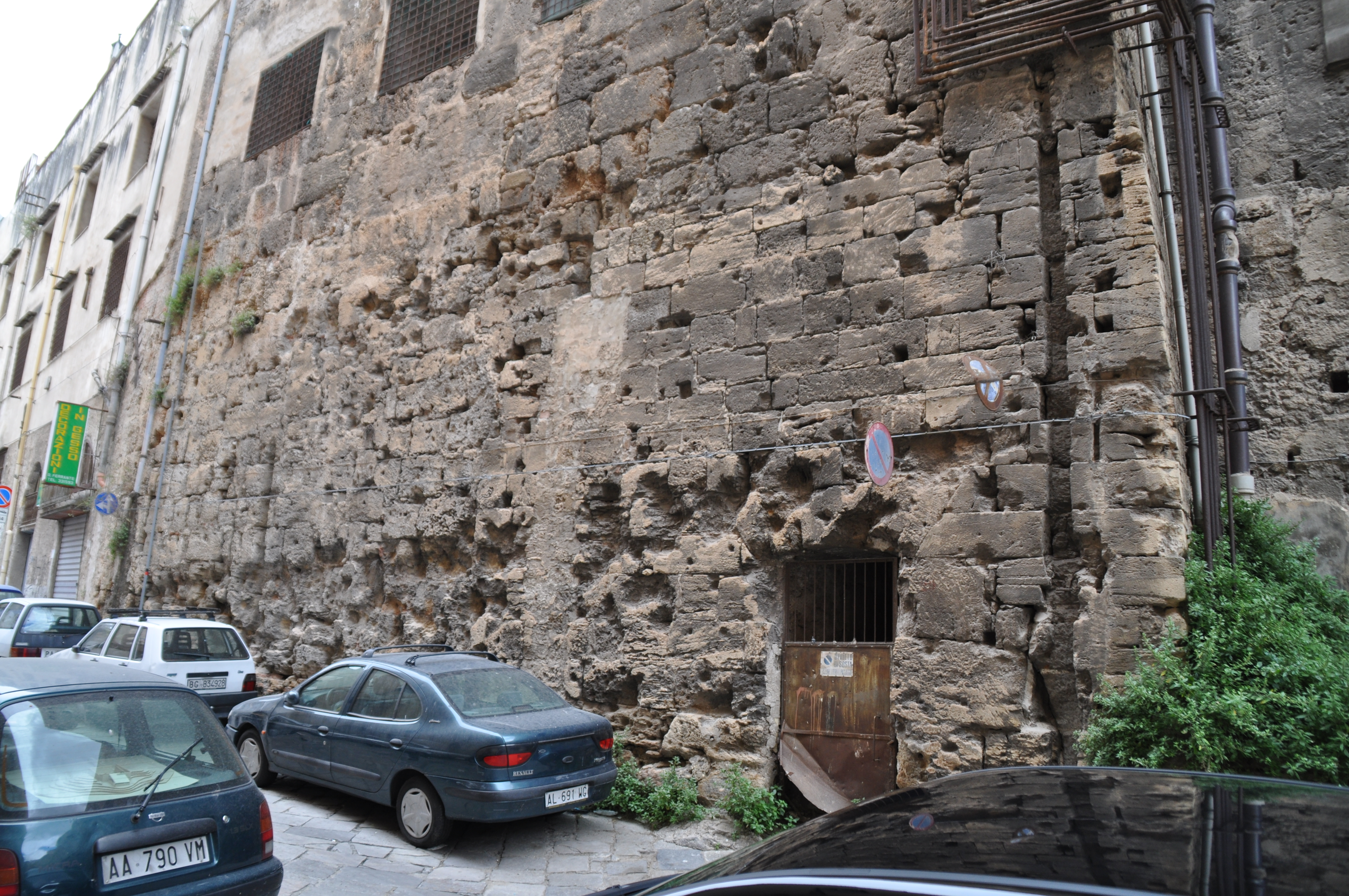
Le mura puniche di Palermo presso il monastero di S. Caterina, III secolo a.C..

La città rimase sotto il controllo dei Cartaginesi fino alla prima guerra punica (264-241 a.C.) a seguito della quale la Sicilia venne conquistata dai Romani. Palermo fu al centro dei principali scontri fra Cartaginesi e Romani fino al 254 a.C., data dell'assedio romano.
Dopo la conquista da parte dei Romani, la città cambiò nome in Panormus, trascrizione latina del nome greco Panormos (tutto-porto). La popolazione fu resa schiava e costretta al tributo di guerra per riscattare la libertà.
Nel 251 a.C., Asdrubale, marciò verso Palermo con un gran numero di uomini e con 140 elefanti sicuro di poter riconquistare la città. Lucio Cecilio Metello, console romano, consapevole di essere in inferiorità numerica, decise di rimanere all'interno delle mura della città evitando uno scontro che sarebbe stato fatale contro degli animali così possenti. L'esercito cartaginese cominciò a distruggere raccolti e attrezzature per spingere l'esercito romano ad una sortita, ma il console romano attese che il suo avversario oltrepassasse il fiume.
Metello schierò la sua fanteria leggera all'esterno delle mura e nel fossato, ordinando di lanciare frecce contro gli elefanti dei Cartaginesi, con alcuni operai della città che rifornivano di nuove frecce i combattenti.
L'esercito cartaginese attaccò, sfondando facilmente la linea difensiva creata dagli arcieri e dalla fanteria leggera, respingendoli dentro i fossati, mentre gli elefanti da guerra dei cartaginesi piombavano sui Romani. Gli arcieri romani ricoprirono di frecce gli elefanti e i fanti cartaginesi, riparandosi nei fossati, e con le lance infierivano gravi ferite sugli animali, i quali in preda alla paura indietreggiavano schiacciando gli stessi Cartaginesi. Metello approfittò della confusione creata dagli elefanti per far uscire dalle mura della città il proprio esercito lanciandosi sul fianco dei cartaginesi. La sconfitta dei Cartaginesi fu schiacciante e le perdite umane si aggirarono intorno alle 20 000 unità.
Nel 247 a.C. Amilcare tentò ancora una volta di recuperare la città, che rimase tuttavia fedele a Roma. Per questo motivo rimase una delle cinque città libere della Sicilia, con il diritto di battere moneta.

## Resti punici
Nella città moderna si conservano poche tracce risalenti al periodo punico: alcuni tratti delle mura puniche che si possono osservare in varie parti della città (in corso Alberto Amedeo, in via del Bastione, in via Candelai, nel cortile di Palazzo Belmonte Riso, nei sotterranei del Palazzo dei Normanni, a Palazzo Conte Federico) e la necropoli punica di Palermo, ubicata in corso Calatafimi.
Il tracciato del Cassaro corrisponde a quello della più antica strada fenicia, che tagliava in due parti la città, collegando l'originario porto alla necropoli posta subito alle sue spalle.